# 小山みつな
小山 みつな（おやま みつな）は、日本の民謡歌手。本名は原田 直美。日本民謡プロ協会所属。

## 来歴
神奈川県湯河原町出身。神奈川県立小田原城内高等学校卒業。福島県南相馬市出身である母親の影響で民謡に慣れ親しむ。初舞台は5歳で、地元湯河原の五所神社の祭りだった。
母親指導の元、12歳の時にフジテレビ「キンカン素人民謡名人戦子供大会」で初優勝。その後、NHK民謡フェスティバル優秀賞、コロムビア全国民謡コンクール優勝、テイチクレコード民謡コンクール優勝などの実績を積む。日本武道館における「日本郷土民謡協会民謡コンクール全国大会」では、ヤング部門優勝、ハイライト部門優勝ならびに総合優勝、内閣総理大臣杯を受賞した。
1996年、プロへの登竜門であるNHK邦楽オーディションで、初出場で合格する。NHKの4日間にわたる生放送番組出演を皮切りに、テレビやラジオ、様々なイベントに出演。また、湯河原のマスコットキャラクターである「湯河原戦隊ゆたぽんファイブ」テーマソングの作詞と歌唱を担当。湯河原温泉のPRに努める。
実践女子大学短期大学部卒業。栄養士免許を取得しており、卒業後はカルビーの食品開発部門で活躍した。

## 人物・エピソード
- 大御所民謡歌手の原田直之と本名が一字違いであり、芸名は津軽三味線の名取名である「小山貢菜」からとった。津軽三味線の師匠は小山貢[1]、民謡の師匠は山本謙司。
- ニックネームは三味線をやることから「しゃみちゃん」。
- 中学・高校時代は陸上部に入っていた[4]。
- 長男の沢目真直（さわめ まさなお、2003年生[5]）は、5歳で初舞台を踏んで以来、太鼓、銭太鼓、日本舞踊を習得。コンサートでも共演することが多い[6]。次男の沢目真宙のYouTubeチャンネル「ひろくんの民謡ばんざい！」で親子共演の動画が時折見られる。真宙は、2024年2月大阪、4月東京、8月名古屋における全国大会で優勝しており、吉田兄弟に師事している。
- 輩出した弟子の一人にアイドルユニット『GEM』のメンバーだった西田ひらりがいる[4]。2018年7月1日に行われた「西田ひらり生誕祭〜17th Birthday〜」に小山がゲスト出演し、オープニングで民謡を披露した[7]。

## 出演

### テレビ・ラジオ
- NHK-FM放送 ｢日本の民謡｣
- NHKラジオ第1放送 ｢民謡をたずねて｣[2]
- NHK総合テレビジョン ｢どんとこい民謡｣ ｢それいけ民謡｣
- NHK総合「民謡魂」
- NHKＦＭ「吉木りさのタミウタ」
- 2024年4月、日・トルコ外交樹立100周年行事にて、イスタンブールとアンカラで公演。 帰国後、トルコ国家を唄ったInstagramの動画は375万回再生、2.2万コメント。

### イベント
- 2008年、ロシア連邦モスクワの「日本文化週間」や、2010年6月の上海万博日本館にて公演[1]。
- 2010年12月には台北国際花の博覧会で公演。
- 毎年8月2・3日に行われる「湯河原やっさまつり」で司会を務める。
- イタリアティボリ市文化フェスティバル
- スイスにおける津軽三味線井坂流「喜楽座」のコンサートにゲスト出演
- 豪華客船「飛鳥Ⅱ」

## 楽曲
- ｢正調湯河原やっさ｣
- 「湯河原哀歌」
- 「ゆがわら荷方」 - 湯河原の民謡だけを集めたCDを発売。
- 小田原のまつり｢ODAWARAえっさホイおどり｣ のテーマソング「えっさホイ小唄」の歌唱を担当。
- 長野県小布施町「くりんこ祭り」の唄を担当。